# Browning Pass
Browning Pass är ett bergspass i Antarktis. Det ligger i Östantarktis. Nya Zeeland gör anspråk på området. Browning Pass ligger 63 meter över havet.
Terrängen runt Browning Pass är varierad. En vik av havet är nära Browning Pass åt sydost. Trakten är glest befolkad. Närmaste befolkade plats är Enigma Lake Station, 12,7 kilometer söder om Browning Pass. 